# Montigny-Lengrain
Montigny-Lengrain ist eine französische Gemeinde mit 684 Einwohnern (Stand: 1. Januar 2022) im Département Aisne in der Region Hauts-de-France; sie gehört zum Arrondissement Soissons und zum Kanton Vic-sur-Aisne.

## Lage
Die Gemeinde Montigy-Lengrain liegt an der Grenze zum Département Oise, 16 Kilometer westlich von Soissons. Nachbargemeinden von Montigny-Lengrain sind Vic-sur-Aisne im Norden, Ressons-le-Long im Osten, Ambleny, Saint-Bandry (Berührungspunkt) und Laversine im Südosten, Mortefontaine im Süden, Hautefontaine im Westen sowie Courtieux im Nordwesten.

## Bevölkerungsentwicklung
| Jahr      | 1962 | 1968 | 1975 | 1982 | 1990 | 1999 | 2006 | 2013 | 2022 |
| Einwohner | 649  | 617  | 584  | 574  | 585  | 635  | 657  | 694  | 684  |

## Sehenswürdigkeiten
- Kirche Saint-Martin, Monument historique seit 1921

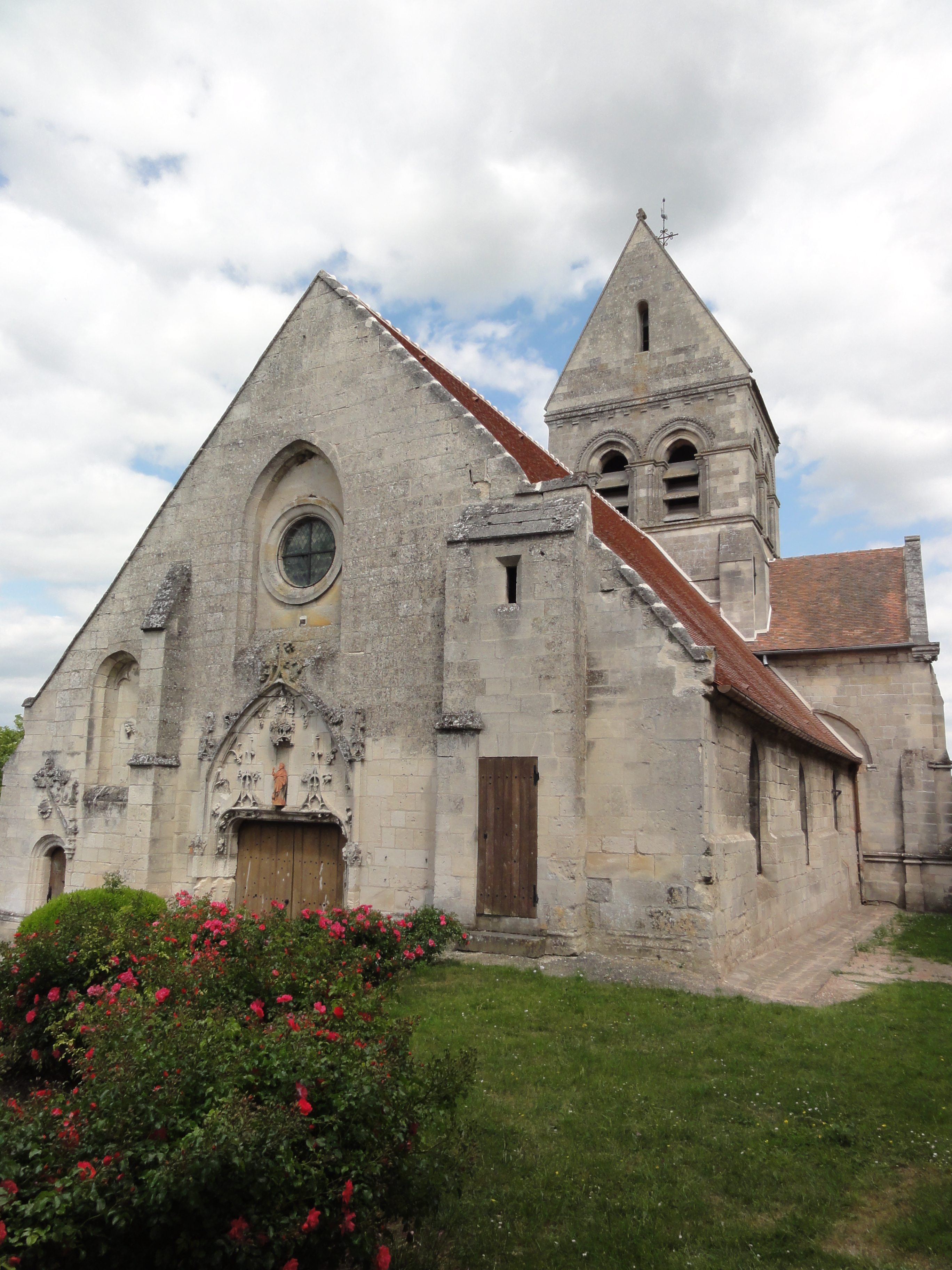
Kirche Saint-Martin
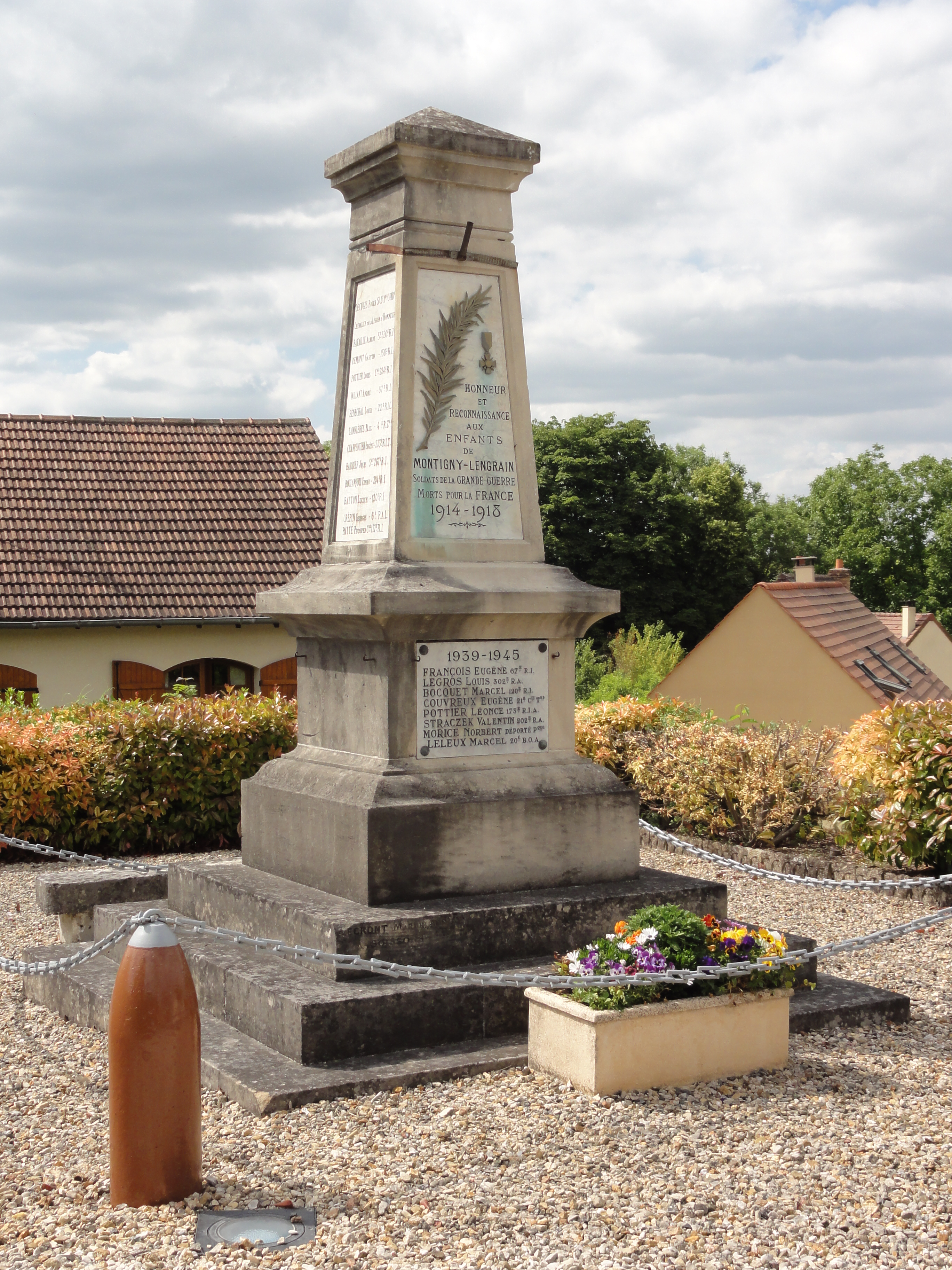
Gefallenendenkmal